# Hafen von Montevideo

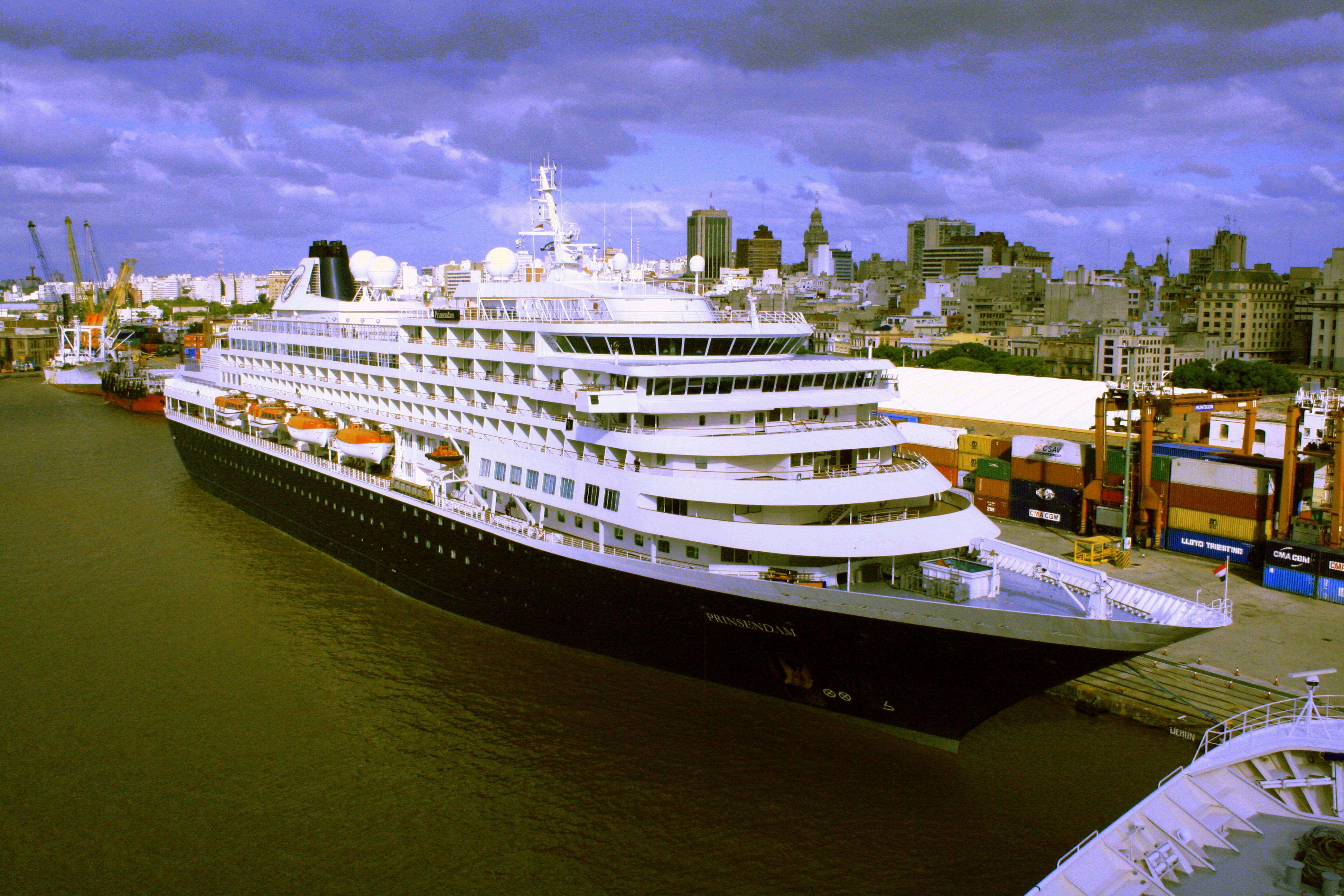
Die Prinsendam im Hafen von Montevideo

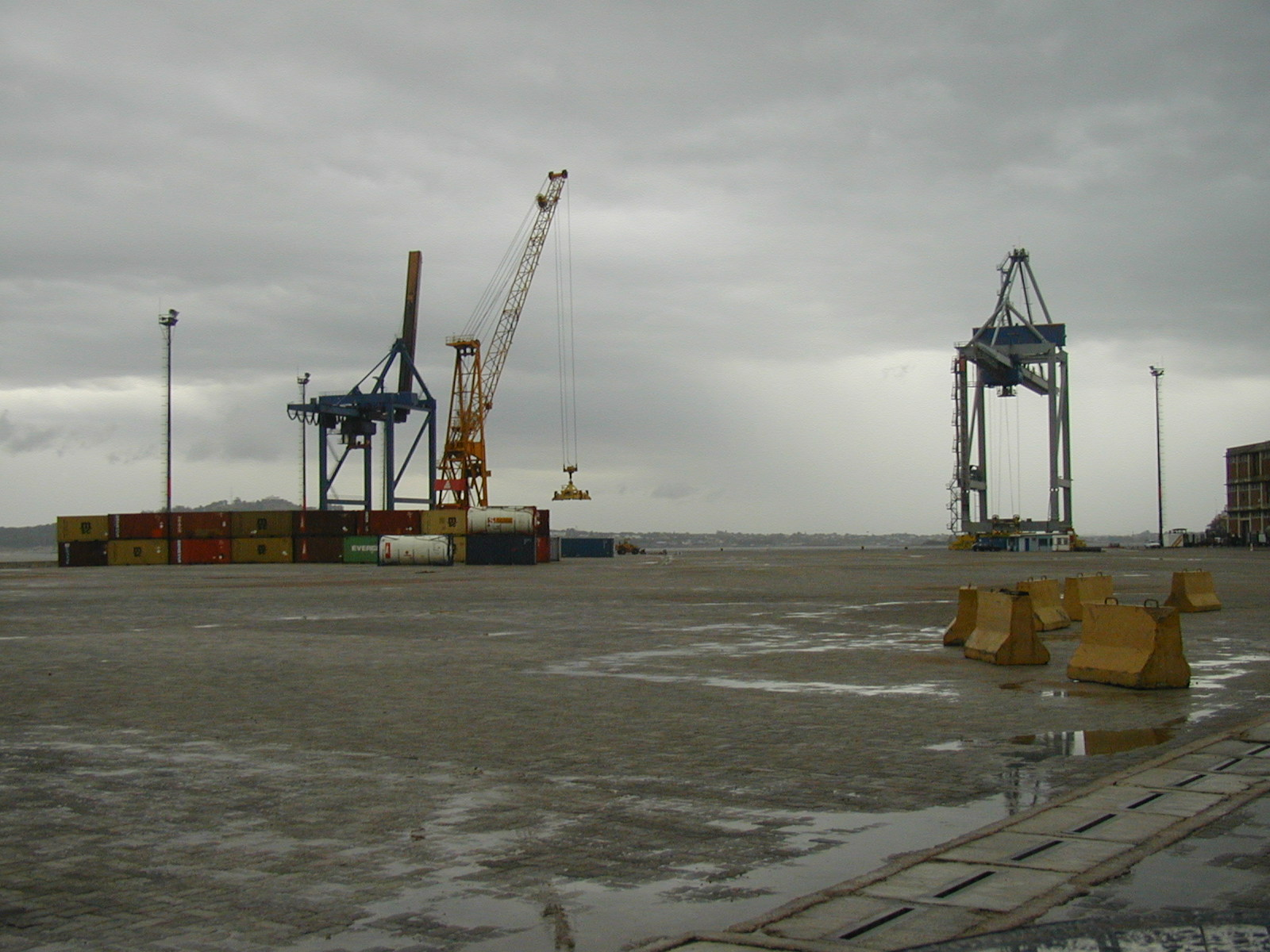

Der Hafen von Montevideo (spanisch Puerto de Montevideo) ist der wichtigste Handelshafen Uruguays.

## Geographie
Er befindet sich am Río de la Plata in der Bucht von Montevideo. Die Hafenanlagen bestehen aus folgenden Teilen (von Süd nach Nord):
- Muelle Escala (Containerterminal; betrieben von TCP, einem Gemeinschaftsunternehmen von Katoen Natie und ANP)
- Dársena Fluvial und Muelle Fluvial (Nutzung durch die Uruguayische Marine)
- Muelle Maciel (Passagierterminal für die Überfahrt nach Buenos Aires)
- Dársena I
  - Muelle A
  - Muelle Central (für den Betrieb von Kreuzfahrtschiffen, Stückgut- und Containerschiffen und RORO-Schiffen)
  - Muelle B (verschiedene Fracht, auch Vieh)
- Dársena II
  - Muelle B (Kopfteil)
  - Muelle B
  - Muelle Central (verfügt über ein Kühlhaus)
  - Muelle Florida (Fischerei)
  - Schwimmdock
  - Muelle C (verschiedene Zwecke, zum Beispiel besonders große Schiffe)
- Terminal de Graneles Montevideo (TGM; für Massengüter)
- Terminal de Celulosa (Spezialisiertes Hafenterminal für Zellulose mit Bahnanschluss)

Etwas abseits vom eigentlichen Hafen befindet sich im Norden der Bucht das Terminal Marítima La Teja an der größten Erdölraffinerie Uruguays. Das Terminal der ANCAP dient zum Entladen von Erdölprodukten und von Flüssigerdgas.

## Geschichte des Hafens
Ihm kam im Verlauf der Geschichte der Stadt Montevideo und auch des Staates Uruguay eine bedeutende Funktion zu. Dies aufgrund seiner Bedeutung als wirtschaftlicher Mittelpunkt bedingt durch die exportorientierte Landwirtschaft, als auch durch die Versorgung der Eingeschlossenen im Rahmen der Belagerung Montevideos während des Guerra Grande.
Nachdem bereits im Jahre 1824 eine neue Mole angelegt wurde, führte der immer größer werdende Tiefgang der Schiffe dazu, dass ein Anlegen an dieser nicht mehr möglich war. Somit wurde ab ca. 1840 sowohl die Beladung als auch die Löschung der Schiffsfracht dadurch bewerkstelligt, dass die in der Bucht von Montevideo ankernden Schiffe über mit hohen Rädern ausgestattete Karren erreicht wurden, welche die Fracht zu dem in der calle Zabala befindlichen Zoll beförderten. Eine Neugestaltung des Hafens war jedoch über kurz oder lang unumgänglich.

### Umgestaltung des Hafens ab 1901
Dem Ausbau des Hafens zwischen den Jahren 1901 und 1909 ging eine lange Planungsphase voraus.
Vom ursprünglich bereits im Jahre 1856 per Gesetz festgelegten Ausbau des Hafens bis zur Grundsteinlegung am 18. Juli 1901 verzögerte sich der Bau durch die – infolge der politischen Unruhen in und nach dem Guerra Grande auftretenden unter anderem durch die hohe Staatsverschuldung bedingten – finanziellen Schwierigkeiten.
Nach ersten Ausbauvorschlägen einer britischen Firma im Zeitraum 1873 bis 1875 entschied schließlich 1896 eine Braunschweiger Firma den 1889 ausgeschriebenen internationalen Wettbewerb zur Hafengestaltung zu ihren Gunsten. Die Bautätigkeit selbst wurde sodann durch ein französisches Unternehmen im Jahre 1901 begonnen. Errichtet wurden im Hafenareal, für dessen Gelände 60 ha Erdreich aufgeschüttet wurde, neben einem die Hafenanlage schützenden Damm, jeweils ein Wellenbrecher mit 940 bzw. 1300 Metern Länge. Eine 2,5 Kilometer lange Mole nebst Ausbaggerungen für den Zugang zum Río de la Plata, einen Vorhafen und zwei 7,5 Meter tiefe Hafenbecken waren ferner Teil der Baumaßnahmen.
Die Fertigstellung des komplett staatlich finanzierten Hafens erfolgte zwar erst im Jahre 1909, eine zumindest teilweise Nutzung fand jedoch bereits ab 1904 statt. Verwaltet wurde der Hafen von der 1916 gegründeten staatlichen Administración Nacional del Puerto Montevideo. Seit 1933 obliegt die Verwaltung der zentral für alle Häfen Uruguays zuständigen Administración Nacional de Puertos (ANP).

### Um die Jahrtausendwende

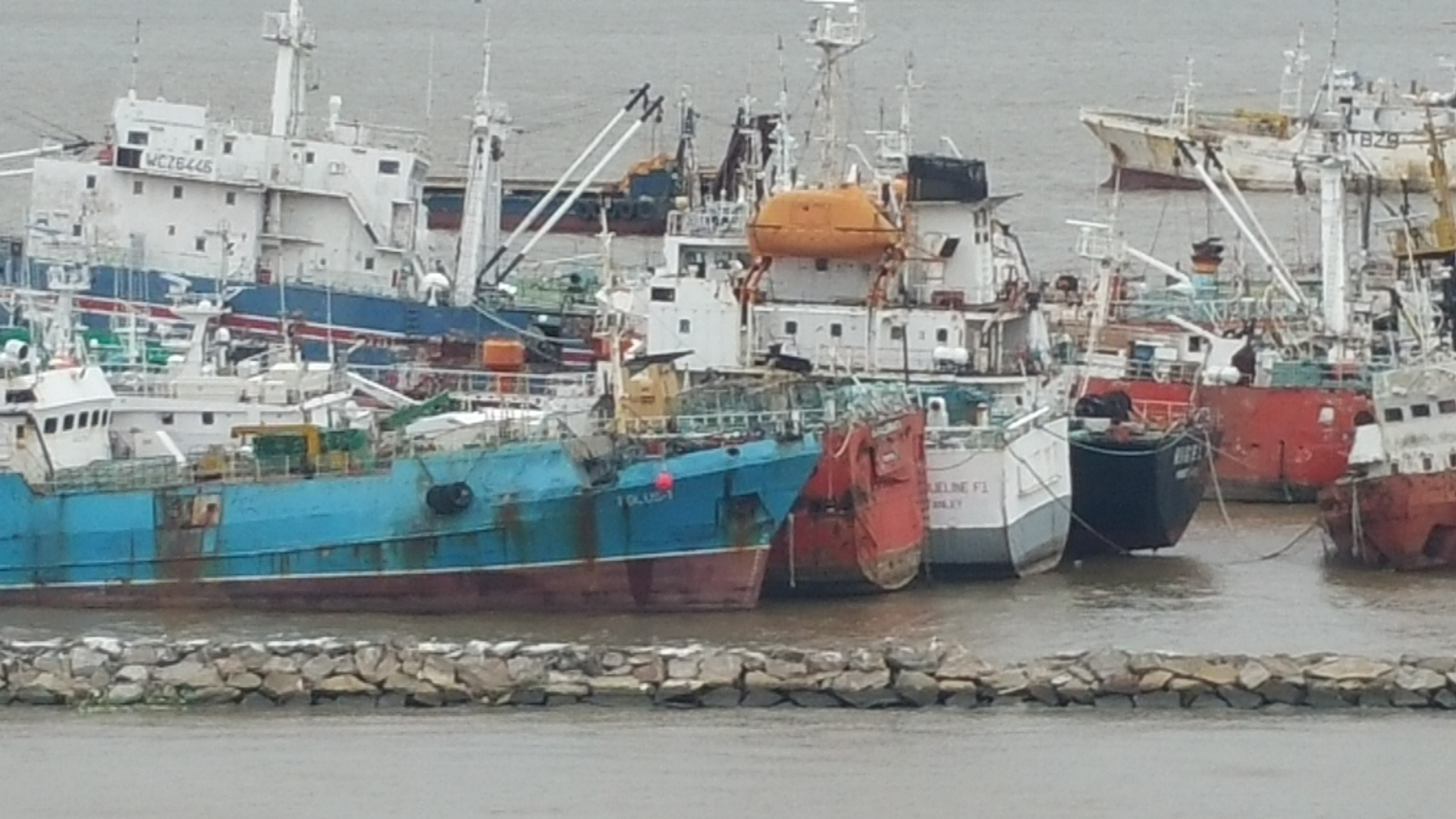
Wracks im Hafen von Montevideo (2016)

Im Jahr 2010 wurden in Hafen von Montevideo 9.178.327 Tonnen Güter umgeschlagen.  1997 nutzten 741.999 Personen diese Fährverbindung über den Hafen von Montevideo nutzten. Bis 2001 war diese Zahl jedoch rückläufig, als 470.788 Schiffsreisende auf dieser Strecke verkehrten.
Im Jahre 2010 wurden im Hafen von Montevideo 671.952 Standardcontainer (TEU) umgeschlagen. Somit lag der Containerumschlag 2010 fast wieder auf dem Niveau vor der Finanzkrise von 2007 mit 675.273 Standardcontainern.

## Waren und Verkehr
Auch heutzutage ist der Hafen von Montevideo weiterhin der wichtigste Überseehafen des Landes. Neben dem Umschlag von Gütern dient er auch der Personenschifffahrt. Die Fährverbindung stellt hierbei der Passagier-Transfer durch die Buquebus-Fähren zwischen Montevideo und Buenos Aires dar. 2022 nutzen über 500.000 Passagiere diese Linie.
Es werden jährlich über 3000 Schiffsankünfte gezählt.